# Apilament d'enfocament
L'apilament d'enfocament en la fotografia és una tècnica de processament digital que consisteix en agrupar múltiples imatges que hagin estat preses des de diverses distàncies focals amb la finalitat de crear una imatge resultant que tingui més profunditat de camp que qualsevol de les imatges individuals. El resultat és que la profunditat de camp s'amplia a conseqüència de la combinació de totes, perquè es pugui veure un subjecte completament enfocat. L'apilament d'enfocament pot ser usat en qualsevol situació quan les imatges individuals necessiten tenir una menor profunditat d'enfocament: la macrofotografia i la microscòpia òptica són dos usos comuns. També pot ser útil en la fotografia de paisatge.
L'apilament d'enfocament ofereix flexibilitat en la construcció d'imatges en circumstàncies específiques: a causa de la seva forma com una tècnica computacional, es poden generar imatges amb diferents profunditats d'enfocament diferents en l'edició d'imatges i de maneres diferents, depenent del propòsit de la imatge final, si és científic o artístic. Tècniques alternatives per a generar imatges amb profunditats d'enfocament amples inclouen wavefront coding i càmeres que mesuren llum.

## Tècnica
Per a crear un apilament d'enfocament, s'han de prendre imatges del mateix subjecte en seqüència, cada un amb una profunditat de camp diferent, les quals s'aconsegueixen canviant el punt en el pla enfocat amb l'ajustament de l'objectiu. Com a resultat, veurem que en totes les imatges hi haurà una àrea diferent de la composició enfocada. Tot i que cap de les imatges tenen enfocat el marc sencer, en conjunt totes elles contenen totes les dades requerides per a generar una nova imatge que contingui el subjecte enfocat completament. Les regions enfocades de cada imatge podrien ser detectades automàticament, per exemple mitjançant el detector de vores o l'anàlisi de Fourier. D'aquesta manera, el programa enganxa les regions enfocades i mescla les seves vores per a generar la imatge final.

### En la fotografia
L'obtenció de suficient profunditat de camp pot ser un desafiament, especialment en macrofotografia. Això és a causa de la mida de profunditat, el qual és menor en el cas d'objectes que apareixen propers a la càmera. D'aquesta manera, si un objecte petit omple el marc, no pot ser enfocat completament al mateix temps.
La missió Mars Science Laboratory de NASA té un dispositiu anomenat Mars Hand Lens Imager (MAHLI), el qual pot obtenir fotografies apropiades per a la tècnica d'apilament d'enfocament.

### En la microscòpia
En la microscòpia, les altes obertures numèriques són desitjades per a capturar la major quantitat de llum possible a l'hora de fotografiar mostres petites. Una alta obertura numèrica produeix una menor profunditat de camp. Els objectius de major ampliació, generalment produeixen una menor profunditat de camp en comparació amb altres. Quan s'observa directament una mostra, les limitacions d'una menor profunditat de camp es poden evitar canviant el punt en el pla d'enfocament de manera vertical. Per a presentar dades microscòpiques d'una estructura complexa de 3D en 2D, l'apilament d'enfocament és una tècnica bastant útil.

## Programari
Software que pot manipular la tècnica d'apilament d'enfocament
| Nom                                                    | Autor principal                             | Sistema operatiu  | Llicència                       |
| ------------------------------------------------------ | ------------------------------------------- | ----------------- | ------------------------------- |
| Adobe Photoshop CS4, CS5, CS6                          | Adobe                                       | Windows, Mac OS X | Propietaris                     |
| Affinity Photo 'Focus Merge'                           | Serif                                       | Windows, Mac OS X | Propietari                      |
| Aphelion con la extensión Multifocus                   | ADCIS                                       | Windows           | Propietari, de prova de 30 dies |
| Chasys Draw IES                                        | John Paul Chacha                            | Windows           | Propietari                      |
| CombineZ                                               | Alan Hadley                                 | Windows           | GPL                             |
| Enfuse (en combinació amb align_image_stack o similar) | Andrew Mihal i l'equip desenvolupador Hugin | Multiplataforma   | GPL                             |
| Helicon Focus                                          | Danylo Kozub                                | Windows, Mac OS X | Propietari, de prova de 30 dies |